# Gare de Beringen
Ne doit pas être confondu avec Gare de Beringen-Mine.
La gare de Beringen (en néerlandais : station Beringen) est une halte ferroviaire belge de la ligne 15, d'Anvers à Hasselt située à Beringen sur la commune éponyme dans la province de Limbourg en Région flamande.
C'est un point d'arrêt non gardé (PANG) à accès libre de la Société nationale des chemins de fer belges (SNCB) desservi par des trains Omnibus (L).

## Situation ferroviaire
Établie à d'altitude, la gare de Beringen se situe au point kilométrique (PK) 71.2 de la ligne 15, de Y Drabstraat à Y Zonhoven entre les gares ouvertes de Beverlo et de Heusden. La gare de Beringen-Mine, fermée, se situe entre Beverlo et Beringen.

## Histoire
Le point d'arrêt de Beringen, administré depuis la gare de Beringen-Mine est mise en service le 1er février 1928 par la SNCB sur ligne des charbonnages, en service depuis 1925. Il ferme en 1984 et Beringen-Mine en 1986, remplacée par la gare de Beverlo.
Beringen fait partie des arrêts rouverts par la SNCB le 9 décembre 2012.

## Service des voyageurs

### Accueil
Halte SNCB, c'est un point d'arrêt non gardé (PANG) à accès libre. L'achat des tickets s'effectue un automate de vente à proximité du parking. La traversée des voies s'effectue par le pont routier.

### Desserte
Beringen est desservie par des trains Omnibus (L) de la SNCB circulant sur la ligne commerciale 15 : Anvers - Lierre - Mol - Hasselt (voir brochure SNCB de la ligne 15).
La desserte est quasi identique en semaine et les week-ends. Elle est constituée de trains L reliant Mol à Hasselt, toutes les heures.

## Comptage voyageurs
Le graphique et le tableau montrent le nombre de passagers qui en moyenne embarquent durant la semaine, le samedi et le dimanche.
| Nombre de voyageurs qui embarquent à la gare de Beringen | Nombre de voyageurs qui embarquent à la gare de Beringen | Nombre de voyageurs qui embarquent à la gare de Beringen | Nombre de voyageurs qui embarquent à la gare de Beringen |
|                                                          | Semaine                                                  | Samedi                                                   | Dimanche                                                 |
| -------------------------------------------------------- | -------------------------------------------------------- | -------------------------------------------------------- | -------------------------------------------------------- |
| 1977                                                     | 23                                                       | 6                                                        | 28                                                       |
| 1978                                                     | 15                                                       | 10                                                       | 10                                                       |
| 1979                                                     | 21                                                       | 6                                                        | 11                                                       |
| 1980                                                     | 21                                                       | 8                                                        | 14                                                       |
| 1981                                                     | 17                                                       | 6                                                        | 17                                                       |
| 1982                                                     | 20                                                       | 9                                                        | 15                                                       |
| 1983                                                     | 24                                                       | 7                                                        | 10                                                       |
| 1984                                                     | -                                                        |                                                          | -                                                        |
| 1985                                                     | -                                                        |                                                          | -                                                        |
| 1986                                                     | -                                                        | -                                                        | -                                                        |
| 1987                                                     | -                                                        | -                                                        | -                                                        |
| 1988                                                     | -                                                        | -                                                        | -                                                        |
| 1989                                                     | -                                                        | -                                                        | -                                                        |
| 1990                                                     | -                                                        | -                                                        | -                                                        |
| 1991                                                     | -                                                        | -                                                        | -                                                        |
| 1992                                                     | -                                                        | -                                                        | -                                                        |
| 1993                                                     | -                                                        | -                                                        | -                                                        |
| 1994                                                     | -                                                        | -                                                        | -                                                        |
| 1995                                                     | -                                                        | -                                                        | -                                                        |
| 1996                                                     | -                                                        | -                                                        | -                                                        |
| 1997                                                     | -                                                        | -                                                        | -                                                        |
| 1998                                                     | -                                                        | -                                                        | -                                                        |
| 1999                                                     | -                                                        | -                                                        | -                                                        |
| 2000                                                     | -                                                        | -                                                        | -                                                        |
| 2001                                                     | -                                                        | -                                                        | -                                                        |
| 2002                                                     | -                                                        | -                                                        | -                                                        |
| 2003                                                     | -                                                        | -                                                        | -                                                        |
| 2004                                                     | -                                                        | -                                                        | -                                                        |
| 2005                                                     | -                                                        | -                                                        | -                                                        |
| 2006                                                     | -                                                        | -                                                        | -                                                        |
| 2007                                                     | -                                                        | -                                                        | -                                                        |
| 2008                                                     | -                                                        | -                                                        | -                                                        |
| 2009                                                     | -                                                        | -                                                        | -                                                        |
| 2010                                                     | -                                                        | -                                                        | -                                                        |
| 2011                                                     | -                                                        | -                                                        | -                                                        |
| 2012                                                     | -                                                        | -                                                        | -                                                        |
| 2013                                                     | 79                                                       | 26                                                       | 44                                                       |
| 2014                                                     | 121                                                      | 38                                                       | 39                                                       |
| 2015                                                     | 89                                                       | 28                                                       | 24                                                       |
| 2016                                                     | 95                                                       | 41                                                       | 26                                                       |
| 2017                                                     | 116                                                      | 38                                                       | 42                                                       |
| 2018                                                     | 118                                                      | 57                                                       | 26                                                       |
| 2019                                                     | 135                                                      | 54                                                       | 40                                                       |
| 2020                                                     | 69                                                       | 36                                                       | 21                                                       |
| 2021                                                     | -                                                        | -                                                        | -                                                        |
| 2022                                                     | 90                                                       | 20                                                       | 15                                                       |
| 2023                                                     | 88                                                       | 67                                                       | 60                                                       |
| 2024                                                     | 97                                                       | 46                                                       | 35                                                       |